# Доминиканцы (народ)
Доминика́нцы (исп. dominicanos) — народ в Латинской Америке смешанного происхождения. Основное население Доминиканской Республики в восточной половине острова Гаити. Общая численность — 7,4 млн чел. В Доминиканской республике — 7,1 млн, в США — 260 тыс. Живут также в других странах. Господствующая религия — католицизм.
Язык — испанский c местными отличиями.

## Происхождение
Нация сложилась в основном из потомков испанских колонизаторов, смешавшихся с неграми-рабами, ввозившимися в XVI—XIX веках (см. Мулаты). Местное индейское население было истреблено в XVI веке. Сейчас мулаты составляют 75 % населения, европеоиды — 15 %, остальные — негры.
В области социальных отношений бытует лучшее отношение к мулатам, чем к неграм. Но положение в обществе определяет не только внешность и происхождение, но и богатство. Здесь, на острове Гаити, существует поговорка: «Богатый негр — это мулат, а бедный мулат — это негр».

## Хозяйство
Большая часть населения занята в сельском хозяйстве. Основная культура — сахарный тростник. Кроме него, на экспорт идут кофе, какао-бобы, табак, арахис, бананы. Для внутреннего потребления производятся рис, кукуруза, маниок, батат, ямс, фасоль, овощи, фрукты. Хорошо развито животноводство, рыболовство — слабо. Промышленность начала развиваться только во 2-й половине XX века и представлена горнодобывающей отраслью и энергетикой.

## Культура и бытовые традиции
Одежда доминиканцев — креольского типа.
Характерное жилище — боло, стены его красятся в голубой цвет, оконные рамы и дверь — в красный. В городах преобладает застройка испанского типа, как и в других бывших колониях Испании. В архитектуре столицы (Санто-Доминго) интересен первый в Латинской Америке собор, соединяющий в себе черты испанского храма-крепости времен Реконкисты и черты поздней готики и раннего Возрождения. Построен он в 1512—1541 годах архитекторами Р. де Льендо, Л. де Моя. В современной архитектуре преобладает влияние США.
В изобразительном искусстве от коренного населения остались керамика, деревянная утварь, каменные скульптуры. Новое искусство сформировалось в начале XX века. Крупнейшие мастера — А. Р. Урданета, Л. Десанглес, Э. Гарсия Годой. Живопись развивалась в рамках реализма. В 1950—1960 годах распространились абстракционизм, кубизм, сюрреализм.
Народная музыка и танцы имеют испанские, негритянские и индейские корни. Наиболее популярен танец меренге, распространившийся в XIX веке.
Национальная литература развивалась только на испанском языке. Её становление связано с борьбой за независимость. Один из её основоположников — Ф. М. дель Монте, автор патриотических стихов и национального гимна. В XIX веке видное место занимала индейская тематика, так называемый индеанизм. В последующие периоды истории социальная обстановка, господство диктаторских режимов, оккупация республики войсками США обусловили остросоциальный характер местной литературы. Многие писатели вынуждены были эмигрировать и работать в эмиграции.